# Мишарин, Василий Михайлович
Василий Михайлович Мишарин (1894 — 1969) — советский хозяйственный, государственный и политический деятель.

## Биография
Родился в 1894 году в селе Важкурья Важкурской волости. Член ВКП(б) с 1925 года.
С 1907 года — на хозяйственной, общественной и политической работе. В 1907—1946 гг. — в сельском хозяйстве, дроворуб на Уральских заводах, участник Первой мировой войны и Гражданской войны, и. о. члена правления Важкурского сельпо, председатель Важкурского волисполкома, секретарь и избач Додзьской ячейки ВКП(б), уполномоченный Коми областного собеса при Устькуломском исполкоме, заведующий учлеспромхозом при Устькуломском исполкоме, студент Коммунистического университета трудящихся Востока им. И. В. Сталина, начальник Помоздинского механизированного лесопункта, председатель Коми областного совета профсоюзов, председатель Устькуломского райисполкома.
Избирался депутатом Верховного Совета СССР 1-го созыва.
Умер в 1969 году в Сыктывкаре.